# Емельяновка (Карелия)
Емелья́новка — деревня в составе Ребольского сельского поселения Муезерского района Республики Карелия.

## Общие сведения
Расположена на северо-восточном берегу Торосозера в устье реки Омельянйоки.

## Население
| 2002 | 2009 | 2010 | 2013 |
| ---- | ---- | ---- | ---- |
| 8    | ↘4   | ↘1   | ↗2   |

## Известные уроженцы
- Пекка Кюёттинен (1883—1961) — общественный деятель, председатель Карельского Объединённого правительства.

## Фотография

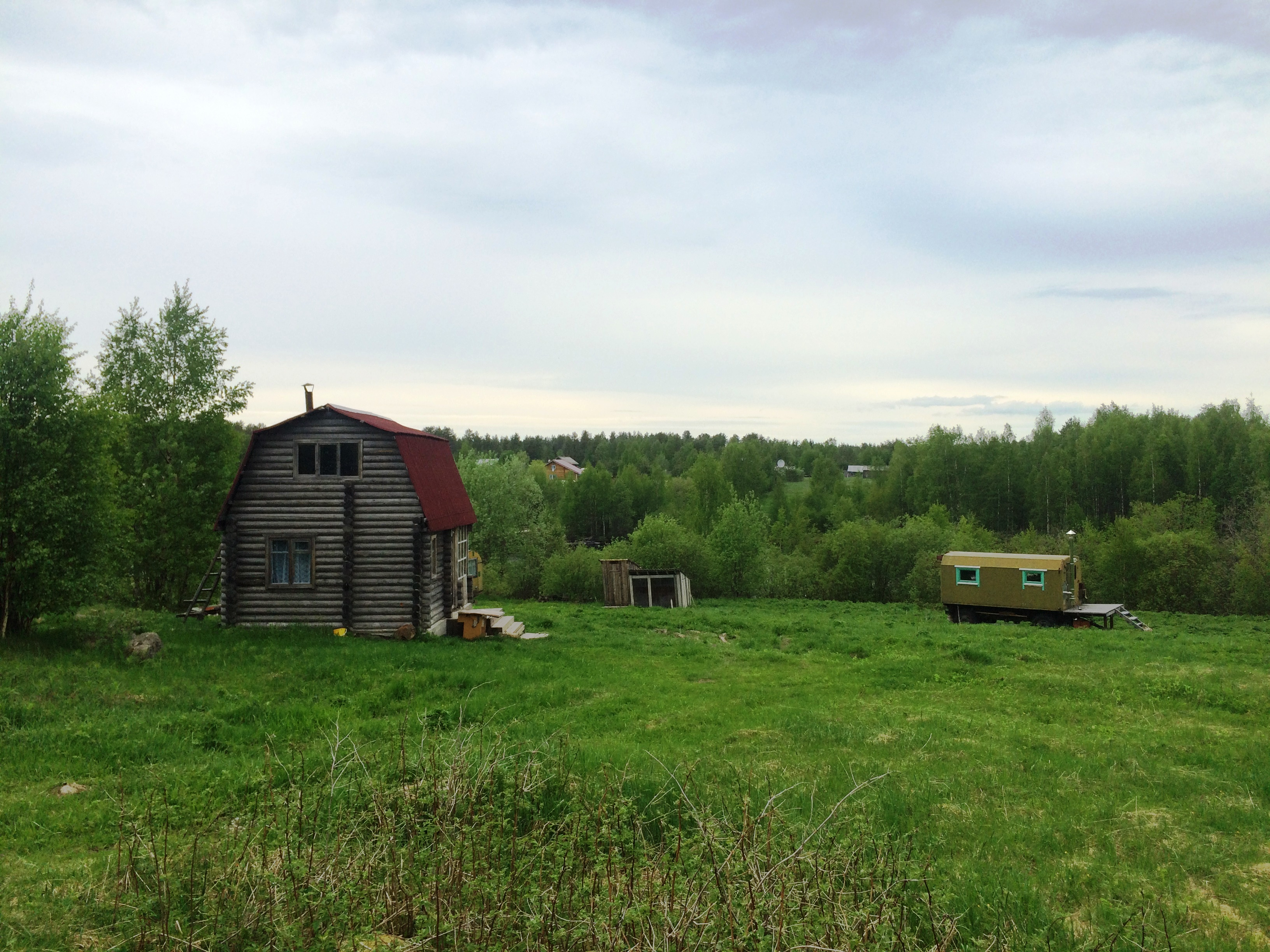
Дачные постройки